# Il film Pokémon - In ognuno di noi
Il film Pokémon - In ognuno di noi (劇場版ポケットモンスター みんなの物語?, Gekijōban Poketto Monsutā Minna no Monogatari, Il film Pokémon: La storia di tutti noi), è un film del 2018 diretto da Tetsuo Yajima.
Si tratta del ventunesimo film basato sull'anime Pokémon. È il seguito di Il film Pokémon - Scelgo te!.; nel film sono presenti i Pokémon leggendari Lugia e Zeraora.

## Trama
Il film si svolge nella città di Fura, dove Ash e Pikachu arrivano durante il festival annuale dell'Albero del Vento. Durante il festival, Ash e Pikachu incontrano cinque nuovi personaggi: Lisa, una ricercatrice Pokémon; Kagachi, un anziano che afferma di essere stato un addestratore di Pokémon leggendari; Torito, un timido giovane che non ha ancora trovato il suo Pokémon partner; Hisui, una giovane donna misteriosa con una forte connessione con un Pokémon leggendario; e Riku, un giovane con il talento di comunicare con il Pokémon leggendario Zeraora.
Mentre la storia si sviluppa, i vari personaggi affrontano le proprie sfide personali e desideri legati ai Pokémon. Nel frattempo, la città di Fura è minacciata da una misteriosa tempesta e da una serie di eventi strani che coinvolgono il Pokémon leggendario Zeraora. I personaggi devono unire le proprie forze e scoprire il segreto dietro questi avvenimenti per salvare la città e i suoi abitanti.
Il film esplora temi di amicizia, fiducia, crescita personale e la relazione tra gli esseri umani e i Pokémon, offrendo un'avventura emozionante e coinvolgente per i fan della serie.

## Accoglienza

### Incasso
In ognuno di noi è stato presentato in anteprima il 13 luglio 2018 in 364 sale in Giappone ed è risultato al secondo posto al botteghino giapponese, anche se il film ha guadagnato il 3,1% in meno rispetto al weekend di apertura di Il film Pokémon - Scelgo te!. Secondo i sondaggi condotti da Pia Cinemas, il film ha colpito nel segno in Giappone. In ognuno di noi ha primeggiato al botteghino con una valutazione del 92,8% da parte del pubblico.
In ognuno di noi è sceso da 3° a 4° durante il quarto fine settimana. Il film ha guadagnato ¥ 180 860 400 (1,62 milioni di dollari) da venerdì a domenica e ha guadagnato un totale cumulativo di 1 652 206 500 di yen (14,88 milioni di dollari). Nel suo quinto fine settimana, In ognuno di noi è sceso al nono posto e ha guadagnato ¥ 2 357 352 897,60 (21 milioni di dollari) con 2,04 milioni di spettatori. In ognuno di noi è uscito dalla top 10 durante il settimo fine settimana, ma era ancora in proiezione. A partire da ottobre 2019, il film ha guadagnato un totale cumulativo di $ 23,7 milioni in tutto il mondo.

### Critica
Callum May di Anime News Network ha affermato che il film è uno dei tentativi di maggior successo di raccontare più storie all'interno dello stesso film Pokémon. May ha anche aggiunto: "Sebbene la trama di Zeraora sembri troppo familiare, il cast dei personaggi umani e le loro motivazioni e segreti personali lasciano un'impressione più forte. C'è la possibilità che la localizzazione non sia in grado di tradurre correttamente alcuni aspetti e si potrebbe perdere il significato di alcune scene importanti, ma se riescono a farcela, i fan di Pokémon siano pronti per un film straordinario che reinventa la formula ancora una volta".
La versione inglese ha ricevuto recensioni contrastanti da parte della critica, ma è diventato il primo film Pokémon a ricevere un punteggio su Rotten Tomatoes. L'aggregatore di recensioni ha riferito che il 71% dei votanti ha dato al film una recensione positiva sulla base di sei recensioni, con una valutazione media di 5,92/10. Rosie Knight di IGN ha dichiarato: "Dolce e sincero, In ognuno di noi è un film d'avventura leggero e divertente pieno di personaggi simpatici, creature fantastiche e abbastanza Pokémon classici per rendere felici i fan di vecchia data". Marc Deschamps di Nintendojo ha valutato il film con un voto B + e ha detto: "Buona storia a sé stante; ottima animazione; forte sviluppo del personaggio". Josh Stevens di Anime UK News ha definito il film "un cambio di ritmo tanto necessario, creando un film affascinante che è meno sulle battaglie tra mostri appariscenti e più sulle persone che vivono in un mondo Pokémon. Non è richiesta alcuna conoscenza preliminare per divertirsi. questo film, quindi lo consiglio vivamente a tutti i fan dei Pokémon - ricordati solo di rimanere dopo i titoli di coda! ".
Al contrario, Mike McCahill di The Guardian ha dato al film una recensione negativa e ha detto che il film era "un film d'animazione stupido perso nella nebbia promozionale". Eddie Harrison di List Film ha detto che il film è "rigorosamente solo per i fan".